# 萨摩亚政治
萨摩亚政治上实行议会民主制。国体是一个共和立宪制的共和国。

## 宪法
萨摩亚目前的宪法于1960年制定，于1962年1月1日生效。宪法规定国家元首由议会选出，任期为5年；第一任国家元首为终身制。除元首外，还设立代表委员会（Council of Deputies），委员即为副元首，不超过3名；其职能是，一旦国家元首出现空缺或不能行使职务时，代行元首的职权。议会称作立法大會，为一院制。

## 政府
政府内阁由总理和12名部长组成，任期为5年。

## 政党
萨摩亚主要政党有人权保护党与萨摩亚民主联合党，另外还有若干小党。
- 人权保护党
- 萨摩亚民主联合党
- 萨摩亚党
- 基督教黨
- 人民党

## 选举
自1962年萨摩亚独立以来，只有“马他伊”（即酋长阶层成员）享有被选举权。